# 아미티빌의 저주
《아미티빌의 저주》(영어: The Amityville Horror)는 미국에서 제작된 스튜어트 로젠버그 감독의 1979년 초자연 공포 영화이다. 제임스 브롤린, 마고 키더, 로드 스타이거 등이 출연하였다.
새뮤얼 Z. 아코프가 총괄 제작으로 참여하였으며, 이 영화는 아코프가 참여한 작품 중 상업적으로 가장 성공한 영화가 되었다.
1980년 제7회 새턴상에서 최우수 공포 영화상과 여우주연상 후보에 올랐다. 음악을 맡은 랄로 시프린은 제52회 아카데미상 음악상과 제37회 골든 글로브상 음악상 후보에 지명되었다.
시리즈화되어 《아미티빌 2》(1982), 《아미티빌 3》(1983), 《아미티빌 4》(1989), 《아미티빌 5》 (1990) 등의 속편이 제작되었으며, 2005년 리메이크작 《아미티빌 호러》가 공개되었다.

## 출연
- 제임스 브롤린
- 마고 키더
- 로드 스타이거
- 돈 스트라우드
- 머리 해밀턴
- 존 라치
- 너태샤 라이언
- K. C. 마텔
- 미노 펄루스
- 마이클 색스
- 헬렌 셰이버
- 에이미 라이트
- 밸 에이버리
- 엘사 레이븐
- 제임스 톨컨
- 피터 멀로니

## 기타 제작진
- 총괄 제작: 새뮤얼 Z. 아코프
- 배역: 제인 파인버그, 마이크 펜턴, 주디 테일러